# Football Manager 2015
Football Manager 2015 faz parte de uma série de jogo eletrônico de gerenciamento de um clube de futebol lançado em 7 de novembro de 2014, desenvolvido pela Sports Interactive e publicado pela Sega para Windows, Mac e Linux. Foi anunciado em agosto de 2014 no site oficial da série.

## Novidades
- Barra de funções agora no lado esquerdo da tela.
- Match Engine 3D reformada, com captura de movimentos dos atletas e estádios mais realistas;
- Maior variedade de conferências de imprensa, incluindo entrevistas na “boca do túnel” e nos treinos;
- Definição do estilo do treinador antes do começo de um save;
- Possibilidade de escolha de mais de um time favorito e mais de um estilo de tática na criação de um novo técnico;
- Mais possibilidades de instruções individuais e coletivas à equipe;
- Fair Play Financeiro e maior dinamismo nas finanças do clube de acordo com queda ou subida de divisão;
- Observação de jogadores mais detalhada e personalizada de acordo com a necessidade do manager;
- Melhoras na interação com os jogadores, podendo realizar interações coletivas;
- Finanças mais detalhadas;
- Entrevistas de emprego mais condizentes com seu status;
- O técnico agora pode fazer parte da equipe de treinamentos;
- Interação com o Twitch.tv.